# Musée de Gorkha
Le musée de Gorkha (‘Gorkha Museum’) sis au cœur de la ville de Gorkha au Népal, rassemble une collection d’objets divers liés à l’histoire du royaume de Gorkha et de la dynastie de ses rois, les Shah, qui unifièrent le pays au XVIIIe siècle. Installé dans le ‘palais inférieur’ (le Tallo Durbar’) des rois de Gorkha, le musée fut ouvert en 2008.

## Histoire
Le ‘palais supérieur’ des rois de Gorkha se trouve à l’intérieur du fort construit au sommet d’un escarpement rocheux dominant la ville, et qui la protégeait. Les rois avaient un ‘palais inférieur’ au cœur de la ville, où ils résidaient habituellement. Ce palais fut reconstruit par le roi Rajendra Bikram Shah en 1839. Lorsque le pays fut unifié et que Katmandou devint la capitale, la famille royale s’installa à Katmandou.
À la suite de la chute de la monarchie népalaise (2007) le palais royal de Gorkha fut confié au ‘Département national d’archéologie’ qui le rénova entièrement pour l’ouvrir, en 2008, comme un ‘Musée de Gorkha’ ayant pour objectif de rassembler «objets et artefacts ayant valeur historique, religieuse, culturelle ou naturelle découverts dans cette région du Népal».

## Galeries
Le musée comprend neuf galeries :
1. Introduction à l’ancien royaume de Gorkha, avec cartes géographiques, portraits des rois et tables généalogiques.
2. Toiles et tableaux illustrant des événements importants de l’histoire du royaume.
3. Horoscopes royaux (certains parchemins sont de très grandes dimensions).
4. Armes et munitions, traditionnelles et modernes, des Gorkhas.
5. Manuscrits, colophons, sceaux royaux et copies de traités datant du règne de Prithvi Narayan Shah.
6. Photos d’anciens sanctuaires bouddhistes et hindous et collection numismatique.
7. Ustensiles anciens: vases, encriers, balances, etc
8. Chaityas bouddhistes de la période Lichhavi.
9. Instruments musicaux à usage religieux.

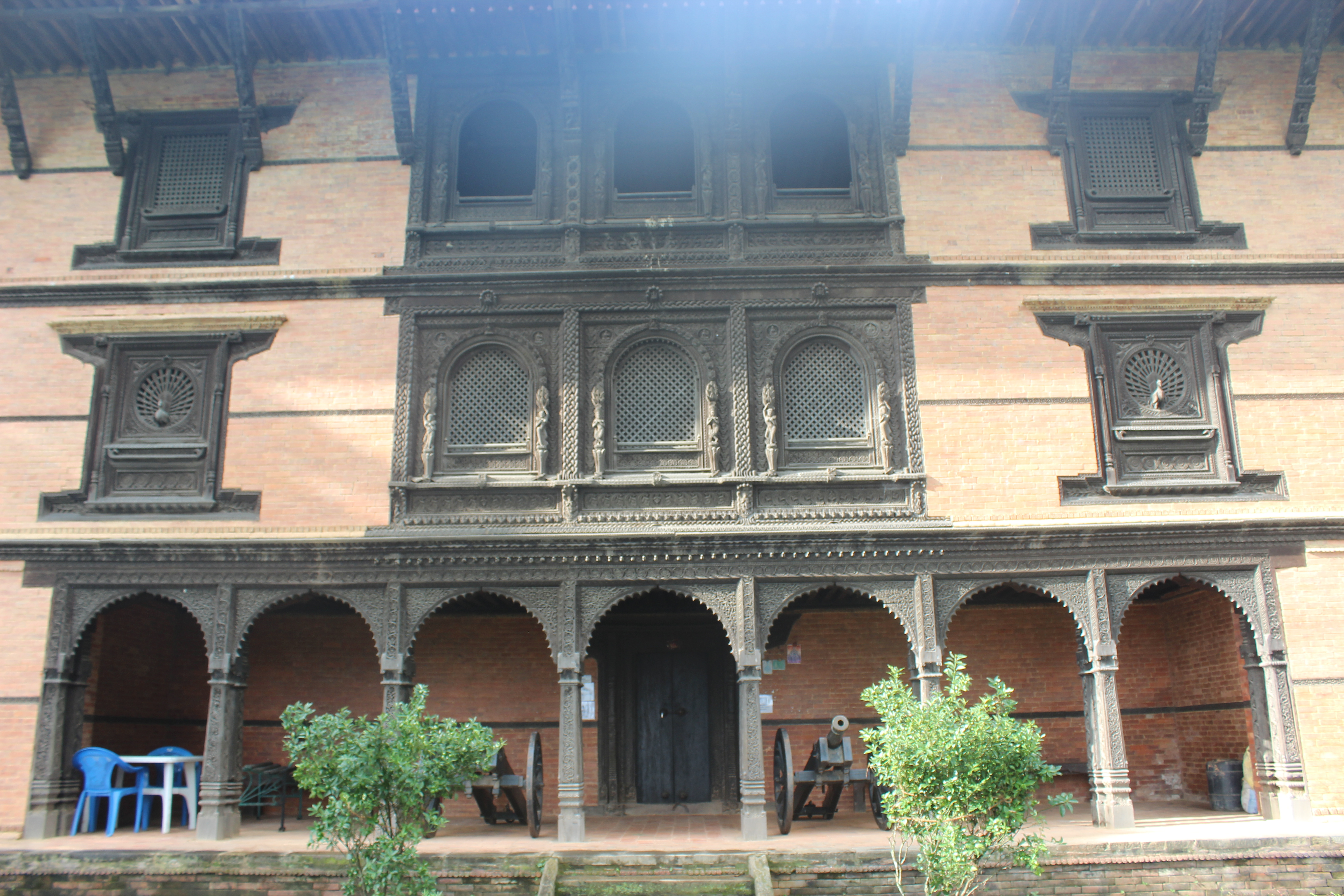
La cour intérieure du palais-musée